# Lucien Bryonne
 (juin 2017).
Lucien Bryonne, né le 18 juin 1905 dans le 10e arrondissement de Paris et mort le 4 novembre 1968 à Itteville (Essonne), est un acteur français. Actif au cinéma et au théâtre, il a également doublé de nombreux acteurs étrangers dont Lee Marvin.

## Théâtre
- 1922 : Les Coteaux du Médoc de Tristan Bernard, théâtre de l'Odéon : le concierge
- 1922 : Le Mariage de Mademoiselle Beulemans de Frantz Fonson, théâtre de l'Odéon : Joseph
- 1924 : La Guitare et le Jazz-band de Henri Duvernois, théâtre des Nouveautés : Chanlatte
- 1924 : Jésus de Nazareth de Paul Demasy / mise en scène : Firmin Gémier, théâtre de l'Odéon : premier soldat
- 1924 : L'Homme qui n'est plus de ce monde de Lucien Besnard, théâtre de l'Odéon : le facteur
- 1931 : La Farce des bossus de Pierre Jalabert, théâtre de l'Odéon : premier ménétrier
- 1932 : L'Affaire des poisons de Victorien Sardou, théâtre de l'Odéon : Le Gallois
- 1932 : Le Favori de Martial Piéchaud, théâtre de l'Odéon : Michel
- 1933 : Napoléon de Saint-Georges de Bouhélier, théâtre de l'Odéon : MacDonald et Dr Arnott
- 1934 : Jeanne d'Arc de Saint-Georges de Bouhélier, théâtre de l'Odéon : Jacques d'Arc
- 1936 : Le Jour de gloire d'André Bisson, théâtre de l'Odéon : Jean Defarge
- 1937 :  Le Songe d'une nuit d'été de Shakespeare, mise en scène de Paul Abram, Théâtre de l'Odéon: Niflet
- 1960 : Si la foule nous voit ensemble… de Claude Bal / mise en scène : Jean Mercure, Petit Théâtre de Paris : Dr Mac Well
- 1961 : Dommage qu'elle soit une putain d'après John Ford / mise en scène : Luchino Visconti, avec Alain Delon et Romy Schneider, théâtre de Paris : l'évêque[2].
- 1962 : La Contessa ou la Volupté d'être de Maurice Druon / mise en scène : Jean Le Poulain, avec Elvire Popesco, théâtre de Paris : Albertini / le producteur
- 1965 : La Mamma d'André Roussin / mise en scène de l'auteur, avec Elvire Popesco et Anny Duperey, théâtre Marigny : Gildo

## Filmographie

### Cinéma
- 1941 : Les Inconnus dans la maison d'Henri Decoin - Un policier chez Manu
- 1942 : Défense d'aimer (connu également sous le titre Le cœur sur la main) de Richard Pottier - Un vendeur
- 1942 : Mariage d'amour d'Henri Decoin - Le brigadier
- 1951 : L'Agonie des aigles de Jean Alden-Delos

### Télévision
- Au théâtre ce soir :
  - 1966 : La Mamma d'André Roussin, mise en scène de l'auteur, réalisation Pierre Sabbagh, Théâtre Marigny - Gildo

## Doublage
Les dates correspondent aux sorties initiales des films mais pas forcément aux dates des doublages.

### Cinéma
- Lee Marvin dans : 
  - Le Relais de l'or maudit (1952) :  Rolph Bainter
  - Bataille sans merci (1953) :  Blinky
  - Ouragan sur le Caine (1954) : Meatball
- Stephen Boyd dans :
  - L'Homme qui n'a jamais existé (1956) : Patrick O'Reilly
  - Une île au soleil (1957) : Evan Templeton
  - Bravados (1958) : Bill Zachary
- Dennis Hoey dans : 
  - Sherlock Holmes et l'Arme secrète (1943) : Inspecteur Lestrade
  - La Femme aux araignées (1944) : Inspecteur Lestrade
  - Le Kid du Texas (1950) : Major Harper
- Leif Erickson dans :
  - La Fosse aux serpents (1948) : Gordon
  - À feu et à sang (1952) : Marshal John Sutton
- John McIntire dans : 
  - Appelez nord 777 (1948) : Sam Faxon
  - Qui était donc cette dame ?(1960) : Bob Doyle
- Dana Andrews dans :
  - Les Hommes-grenouilles (1951) : Chief Jack Flannigan
  - La Piste des éléphants (1954)  : Dick Carver
- Rory Calhoun dans : 
  - Comment épouser un millionnaire (1953) : Eben
  - Rivière sans retour (1954) : Harry Weston
- Morris Ankrum dans : 
  - Taza, fils de Cochise (1954) : Aigle Gris
  - Crépuscule sur l'océan (1958) : un capitaine
- Richard Deacon dans :
  - Désirée (1954) : Etienne Clary
  - Les Oiseaux (1963) : le voisin de Mitch
- Guy Prescott dans :
  - Amour, fleur sauvage (1955) : Ben Thompson
  - Atlantis, terre engloutie (1961) :  Le Cartographe
- Dabbs Greer dans :
  - Tension à Rock City (1956) : le docteur
  - Mon homme Godfrey (1957) : Lieutenant O'Connor
- Dean Jagger dans : 
  - La Plus Belle Fille du monde (1962) : John Noble
  - Les Cinq Hors-la-loi (1968) : Whittier (Dean Jagger)
- Herbert Marshall dans : 
  - Le Dernier de la liste (1963) : Sir Wilfred Lucas
  - Le Témoin du troisième jour (1965) : Austin Parsons
- John M. Douglas dans : 
  - Hercule contre les mercenaires (1964) : Lucilius
  - Le Temps du massacre (1966) : M. Scott

- 1936 : Le Roman de Marguerite Gautier : le croupier à la table de Baccara (Olaf Hytten)
- 1941 : Les Pionniers de la Western Union : Richard Blake (Robert Young)
- 1946 : Les Plus Belles Années de notre vie : Oncle Butch (Hoagy Carmichael)
- 1946 : La Folle Ingénue : John Frewen (Michael Dyne)
- 1947 : Ambre : Lord Harry Almsbury (Richard Greene)
- 1947 : Le Miracle sur la 34e rue : Frederick M. Gailey (John Payne)
- 1948 : L'Enfer de la corruption : Goodspeed (Mervin Williams)
- 1949 : Madame porte la culotte : Warren Francis Attinger (Tom Ewell)
- 1949 : Batman et Robin : Carter /le sorcier (Leonard Penn)
- 1949 : Chaînes conjugales : Brad Bishop (Jeffrey Lynn)
- 1949 : Le Champion : le commentateur sportif Sam Benton (Sam Balter)
- 1950 : Le Moineau de la Tamise : Slattery (Ronan O'Casey)
- 1950 : Midi, gare centrale : Vince Marley (Fred Graff)
- 1950 : Okinawa : Lieutenant Butterfield (Don Hicks)
- 1951 : Quand les tambours s'arrêteront : Le lieutenant Glidden (James Griffith)
- 1951 : L'Attaque de la malle-poste : Fickert (Louis Jean Heydt)
- 1951 : Duel sous la mer : Lt. Arnie Carlson (Arthur Franz)
- 1951 : Dans la gueule du loup : Jack (Charles Bronson) et un technicien (Tom Greenway)
- 1951 : Le Renard du désert : le capitaine Hermann Aldinger (Richard Boone)
- 1951 : Les lauriers sont coupés : Mike Rossi (Robert Sterling)
- 1952 : Passage interdit : Shérif Brogan (Ray Bennett)
- 1952 : Les Neiges du Kilimandjaro : Compton (John Dodsworth)
- 1952 : Le train sifflera trois fois : Frank Miller (Ian MacDonald)
- 1952 : La Furie du désir : Jim Gentry (Karl Malden)
- 1952 : Viva Zapata ! : Fernando Aguirre (Joseph Wiseman)
- 1952 : Sous le plus grand chapiteau du monde : Henderson (Lawrence Tierney)
- 1952 : Aveux spontanés : le 1er ministre Andreas Ordy (Herbert Berghof)
- 1953 : Destination Gobi : Frank Swenson (Earl Holliman)
- 1953 : Le Déserteur de Fort Alamo : Le général Sam Houston (Howard Negley)
- 1953 :  Échec au roi : Duc de Montrose (Michael Gough)
- 1953 : Titanic : George S. Healey (Richard Basehart)
- 1953 : La Cité sous la mer : le capitaine Clive (John Warburton)
- 1953 : Règlement de comptes : Larry Gordon (Adam Williams)
- 1953 : Houdini le grand magicien : Dooley (Michael Pate)
- 1953 : Passion sous les tropiques : Mr Woburn (Reginald Sheffield)
- 1953 : Le Trésor du Guatemala : Clerc de Dondel (Donald Lawton)
- 1953 : Capitaine King : Lt. White (Patrick Whyte)
- 1953 : La Taverne des révoltés : Vic Sutro (Tony Caruso)
- 1954 : La Reine de la prairie : Yost (Jack Elam)
- 1954 : Du plomb pour l'inspecteur : Harry Wheeler (Paul Richards)
- 1954 : Les Proscrits du Colorado : Chad Polsen (Frank Ferguson)
- 1954 : Sur les quais : Timothy J. "Kayo" Dugan (Pat Henning)
- 1954 : Le Secret des Incas : Dr Stanley Moorehead (Robert Young)
- 1954 : Chevauchée avec le diable : Matt Grove (Eddie Dew)
- 1954 : L'Homme au million : le valet de pied de la maison Lansdowne (Eric Wetherell)
- 1954 : L'Appel de l'or : Vinny (Morgan Farley)
- 1954 : Johnny Guitare : Corey (Royal Dano)
- 1954 : Romance inachevée : M. Burger (James Bell)
- 1955 : Madame de Coventry : William, Duc de Normandy (Thayer Roberts)
- 1955 : Les Quatre Plumes blanches : le colonel (Jack Lambert)
- 1955 : Le Voleur du Roi : M. Fell (Ian Wolfe)
- 1955 : La Colline de l'adieu : Robert Hung (Richard Loo)
- 1955 : L'Homme de la plaine : Vic Hansbro (Arthur Kennedy)
- 1955 : Dix hommes à abattre : Shérif Clyde Gibbons (Dennis Weaver)
- 1955 : Le Grand Chef : le vieil homme effrayé (Stuart Randall)
- 1955 : La Maison de bambou : Le Député Hanson (Barry Coe (en))
- 1955 : L'Homme du Kentucky : un joueur sur le bateau (James Griffith)
- 1955 : La Charge des tuniques bleues : sergent-major Decker (Peter Whitney)
- 1955 : Artistes et Modèles : Samuels (Herbert Rudley)
- 1955 : La Guerre privée du major Benson : le colonel Holt (Voltaire Perkins)
- 1956 : Le Temps de la colère : Raker (Bart Burns)
- 1956 : Écrit sur du vent :  Dan Willis (Robert J. Wilke)
- 1956 : Arrêt d'autobus : le photographe de Life (Hans Conried)
- 1956 : Roland, prince vaillant : Astolphe (Nino Marchetti)
- 1956 : Plus dure sera la chute : Jim Weyerhause (Edward Andrews)
- 1956 : Le Bébé et le Cuirassé : le maître d'armes (Duncan Lamont)
- 1956 : L'Homme de nulle part : Sam (Noah Beery Jr.)
- 1956 : L'Espion de la dernière chance : Griffins (Martin Kosleck), Joe le second agent du commissariat[Qui ?] et le fonctionnaire en civil dans le baraquement de la Wehrmacht[Qui ?]
- 1956 : Les soucoupes volantes attaquent : le policier à moto (Larry J. Blake)
- 1957 : Racket dans la couture : Tony (Harold J. Stone)
- 1957 : Le Fort de la dernière chance : Emmett Kettle (Sean McClory)
- 1957 : Roland, prince vaillant : Astolphe (Nino Marchetti)
- 1957 : Le Prisonnier du Temple : un révolutionnaire (voix)
- 1957 : Torpilles sous l'Atlantique : le lieutenant Mackeson (Alan Dexter)
- 1957 : Une arme pour un lâche : Andy Niven (Paul Birch)
- 1957 : 3 h 10 pour Yuma : Ernie Collins (Robert Ellenstein)
- 1957 : Du sang dans le désert : Buck henderson (Richard Shannon)
- 1957 : Istanbul : ? (Ted Hecht)
- 1958 : La Fureur des hommes : le barman (James Philbrook)
- 1958 : La Vallée de la poudre : Frank Payton (Willis Bouchey)
- 1958 : La Ronde de l'aube : Sam Hagood (Alexander Lockwood)
- 1958 : L'Adorable Voisine : Andy White (Howard McNear)
- 1958 : L'Auberge du sixième bonheur : Mr. Murphy (Richard Wattis)
- 1958 : La Soif du mal : Pete Menzies  (Joseph Calleia)
- 1958 : Le Temps d'aimer et le Temps de mourir : Le capitaine Rahe (Dieter Borsche)
- 1958 : Le Trésor du pendu : Luke (Richard E. Cutting)
- 1958 : 10, rue Frederick : Ted Wallace (Dudley Manlove)
- 1959 : Notre agent à La Havane : "C" (Ralph Richardson)
- 1959 : La Souris qui rugissait : Le Secrétaire américain de La Défense (Austin Willis)
- 1959 : Trahison à Athènes : Thanasis Papadimas (Dimitris Nikolaidis)
- 1960 : L'Inconnu de Las Vegas : Duke Santos (Cesar Romero)
- 1960 : Le Serment de Robin des Bois :  le lieutenant du shérif (Edwin Richfield)
- 1960 : Alamo : Thimblerig (Denver Pyle)
- 1960 : Les Maîtresses de Dracula : le curé (Fred Johnson)
- 1960 : Elmer Gantry le charlatan : le révérend Philip Garrison (Hugh Marlowe)
- 1960 : Psychose : Charlie (John Anderson)
- 1960 : Les Évadés de la nuit : Le commerçant (?)
- 1960 : Robin des Bois et les Pirates : Le manchot (Gino Buzzanca)
- 1960 : La Princesse du Nil : Un notable de Bubastis (Fedele Gentile)
- 1960 : Les Chevaliers teutoniques : Frère Stanislaw (Tadeusz Wozniak)
- 1960 : Les Mains d'Orlac : Dr Francis Cochrane (Felix Aylmer)
- 1960 : Mince de planète : le commissaire de Police (Milton Frome)
- 1960 : Les Aventuriers du fleuve : le second chasseur d'esclaves (Dean Stanton)
- 1960 : Meurtre sans faire-part : Matthew S. Cabot (Lloyd Nolan)
- 1960 : La Vénus au vison : le client éméché de la boîte (Robert Pastene)
- 1960 : Le Monstre au masque : Dr Rubaye, le médecin-légiste (Tullio Altamura (en))
- 1960 : La Longue Nuit de 43 : un militant fasciste et ami d'Aretusi (Romano Ghini)
- 1961 : Hercule à la conquête de l'Atlantide : Oraclo (Mino Doro)
- 1961 : Scotland Yard contre X :  le contremaître des docks (Sidney Vivian)
- 1961 : Le Roi des rois : Guide de chameau (George Coulouris)
- 1961 : Le troisième homme était une femme : le membre du comité (Merritt Bohn)
- 1961 : Un pyjama pour deux : Northcross (Nelson Leigh)
- 1961 : Les Deux Cavaliers : Ortho Clegg (Harry Carey Jr.)
- 1961 : Diamants sur canapé : Sid Arbuck (Claude Stroud)
- 1961 : Le Géant de Métropolis : le père de Yotar (Carlo Tamberlani)
- 1961 : Les Cavaliers de l'enfer : Capitaine Jeremiah Brown (Robert Keith)
- 1961 : Mary la rousse, femme pirate : Mangiatrippa (Agostino Salvietti)
- 1961 : Les Chevaliers du démon : le comte William Pitt de Chatham (Peter Howell) et le tavernier (George Street)
- 1961 : Le Roi des imposteurs : le secrétaire du cardinal (John Zaremba)
- 1962 : Les Mutinés du Téméraire : Dawlish (Victor Maddern)
- 1962 : Le Requin harponne Scotland Yard : Mr. Broen (Heinz Engelmann)
- 1962 : Le Tyran de Syracuse : Arcanos (Andrea Bosic)
- 1962 : Choc en retour : Le juge (Clive Morton)
- 1962 : L'Homme qui tua Liberty Valance : Jack/Handy Strong (Robert F. Simon)
- 1962 : Ponce Pilate : Isaac (Aldo Pini)
- 1962 : Des ennuis à la pelle : le juge (Ford Rainey)
- 1962 : Les Amours enchantées : Homme à la gare (Gene Roth)
- 1962 : Le Fantôme de l'Opéra : Latimer (Thorley Walters)
- 1963 : L'Étrange Mort de Miss Gray : William Lamotte (Robert Harris)
- 1963 : Le Cardinal : Monseigneur Whittle (Chill Wills)
- 1963 : Pas de lauriers pour les tueurs : Comte Bertil Jacobsson (Leo G. Carroll)
- 1963 : Le Tigre des mers : Un Pirate (Piero Pastore)
- 1963 : Flipper : le shérif Michael Rogers (George Applewhite)
- 1963 : Maciste contre Zorro : Ignazio Balsamo  (Joachim)
- 1963 : La Revanche du Sicilien : le parieur malchanceux (Jimmy Cross)
- 1963 : Le Corsaire de la reine : capitaine Winter (Luciano Melani)
- 1964 : La Patrouille de la violence : Tucker (Edward Platt)
- 1964 : Lady détective entre en scène : Ralph Summers (Ralph Michael)
- 1964 : Pas de printemps pour Marnie : Sidney Strutt (Martin Gabel)
- 1964 : Une vierge sur canapé : Dr. Marshall H. Anderson (Otto Kruger)
- 1964 : Les Jeux de l'amour et de la guerre : l'amiral Hoyle (Edmon Ryan)
- 1964 : Maciste contre les hommes de pierre : Tirteo, l'aubergiste (Giuliano Raffaelli)
- 1964 : Hercule contre les Fils du soleil : le grand prêtre (Giulio Donnini)
- 1964 : Jerry chez les cinoques : Mr. Wells (Herbie Faye)
- 1964 : La Terreur des gladiateurs : Sénateur Melenius (Nerio Bernardi)
- 1964 : La Reine du Colorado : Roberts (Anthony Eustrel)
- 1964 : Le Colosse de Rome : le roi Porsenna (Roldano Lupi)
- 1964 : La Fureur des Apaches : sergent Cobb (Robert Brubaker)
- 1964 : Au revoir, Charlie : le présentateur du journal télévisé (Jerry Dunphy)
- 1965 : Les Chemins de la puissance : le Lord maire (Rex Deering)
- 1965 : L'Espion qui venait du froid : George Smiley (Rupert Davies)
- 1965 : Les Yeux bandés : Homburg (Mort Mills)
- 1965 : Les Inséparables : Dr Newman (Parley Baer)
- 1965 : La Bataille des Ardennes (Battle of the Bulge) de Ken Annakin : Général Grey (Robert Ryan)
- 1965 : Le Kid de Cincinnati :  le donneur (Dub Taylor)
- 1965 : Le Massacre des Sioux : le sergent télégraphiste (Boyd Red Morgan)
- 1965 : Les Tueurs de San Francisco : le lieutenant Kebner (Jeff Corey)
- 1965 : Piège au grisbi : Le capitaine de police (Ted de Corsia)
- 1965 : Chère Brigitte : l'inspecteur des finances[Qui ?]
- 1966 : Un truand : William Anderson (Simon Scott)
- 1966 : El Dorado : Nelse McLeod (Christopher George)
- 1966 : L'Opération diabolique : le docteur Innes (Richard Anderson)
- 1966 : La Diligence vers l'Ouest : Billy Pickett (David Humphreys Miller)
- 1966 : Coplan ouvre le feu à Mexico : Langis (José María Caffarel)
- 1966 : Les Treize Fiancées de Fu Manchu : le docteur John Petrie (Howard Marion-Crawford)
- 1966 : Opération Marrakech : George C. Lillywhite (John Le Mesurier)
- 1966 : Ringo au pistolet d'or : Bernard (John Bartha)
- 1966 : Texas Adios : Manuel Hernandez, un paysan mexicain[Qui ?] et un habitant[Qui ?]
- 1966 : Notre homme Flint : le diplomate français (Eugene Borden), le diplomate cubain (Alberto Morin) et le maître d'hôtel[Qui ?]
- 1966 : Gros coup à Dodge City : Ballinger (Paul Ford)
- 1966 : Un ange pour Satan : Alfonso (Antonio Acqua (en)) et un villageois discutant dans la taverne[Qui ?]
- 1966 : Jerry Land, chasseur d'espions : voix secondaires
- 1967 : Le Retour de Django : Bill (Giuseppe Castellano)
- 1967 : Minuit sur le grand canal : Jan Aarvan (Joe De Santis)
- 1967 : Le Ranch de l'injustice : le procureur Charlie Lord (William Talman)
- 1967 : Les Aventures extraordinaires de Cervantes : un prêtre (Fernando Villena)
- 1968 : Syndicat du meurtre : le garde à l'entrée (Paul Bryar)
- 1968 : Les Corrupteurs :  l'ingénieur de la raffinerie (Merritt Bohn)

### Animation
- 1952[3] : La Rose de Bagdad (1949) : Zizibé, le ministre de la Santé